# Massul
Massul (prononciation : Massu) est un village de Belgique situé en Région wallonne dans la province de Luxembourg.
Il fait partie de l'ancienne commune de Longlier qui est aujourd'hui une section de la Ville de Neufchâteau.

## Situation
Le village est situé à quelques encablures de l'échangeur de Neufchâteau entre la E 411 et la E 25.

## Description
Le village a su conserver en partie une physionomie ardennaise traditionnelle. On y trouve encore quelques fermes blanches de la fin du XIXe siècle, et, aux abords des maisons, subsistent encore quelques murets de jardin en schiste local.

## Histoire
L'histoire de ce village est ancienne.
À l'époque gallo-romaine, Massul fut fort probablement un domaine agricole d'importance secondaire. En témoignent quelques découvertes faites sur son territoire.
En 1907, un cultivateur découvre au lieu-dit Godelinchamp des tombes romaines du IIIe siècle.
En 1933, au lieu-dit aux Mairies, entre Massul et Ebly, les substructions d'une petite villa romaine avec hypocauste sont mises au jour. L'institut archéologique du Luxembourg intervint alors en la personne de son président, A. Bertrang. Des fouilles sont effectuées qui seront achevées par Arsène Geubel. Des poteries découvertes à cette occasion permettent de dater l'occupation de la villa du milieu du IIe siècle.